# شهناز یاری
شهناز یاری متولد بیست شهریور ۵۷ در کرمانشاه 
ملی پوش هندبال ، بازیکن مربی و مدرس فوتسال 
مربی بین المللی فوتسال که سرمربیگری تیم های ملی ایران و عراق را بر عهده داشت
قهرمانی دانشجویان جهان وقهرمانی مسابقات غرب اسبا و عنوانه ده مربی برتر دنیا  از افتخارات اوست .
همچنین او در باشگاههای مختلف مربیگری و افتخار افرینی دارد
نامی نو اصفهان -سایپا-صنعت کرمانشاه-فدک یاسوج- متین ورامین-کارا شیراز-پرسپولیس مشهد-ابرسنگ سارینای بابل-پارس بتن گرمسار-فولاد تاکستان و تیم های دانشگاهی
اطلاعات شخصی
شهناز یاری
57/6/20
1978/9/11
زادگاه : کرمانشاه (ایران)
قد۱/۶۵متر
اطلاعات باشگاهی
باشگاه کنونی: باشگاه شهناز یاری
دوران مربیگری 
2000-2003 صنعت کرمانشاه-دانشگاه رازی
2004-2005  پارس بتن گرمسار
2006-2007   فوتسال سایپا - فوتبال دهکده سبز قم
2008-2009   سایپا
2009-2011   هیات فوتبال کهگیلویه و فدک یاسوج
2012-2013   متین ورامین
2013-2014   پرسپولیس مشهد
2015-2016   ابرسنگ سارینای بابل 
2016   کارا شیراز
2017   پاسارگاد زنجان
2018-2019   نامی نو اصفهان 
2020-2021   سایپا
2023-2024 فولاد تاکستان
دوران مربیگری در تیم های ملی فوتسال
2006-2007   سرمربی تیم ملی فوتسال ب ایران
2009-2010  مربی تیم ملی فوتسال ایران سرمربی :جوراندیرو برزیلی
2014-2015  سرمربی تیم ملی ایران 
2016-2017  سرمربی تبم ملی جوانان ایران
2019-2020   سرمربی تیم ملی ایران
2019   سرمربی تیم ملی دانشجویان ایران
2022   سرمربی تیم ملی عراق
دروهای مربیگری 
مربیگری A فوتبال آسیا
Level3 فوتسال آسیا
دارای  بیش از 20 مدرک certificate دوره های دانش افزایی فوتبال و فوتسال 
مدرسAFC
مقام های کسب شده(افتخارات باشگاهی) بعنوان سرمربی
نایب قهرمانی صنعت کرمانشاه در مسابقات جوانان کشور
قهرمانی سایپا و صعود به لیگ برتر
قهرمانی فدک یاسوج و صعود به لیگ برتر 
مقام سوم لیگ برتر با تیم متین ورامین
نایب قهرمانی سایپا در لیگ برتر
قهرمانی نامی نو اصفهان در لیگ برتر
قهرمانی جوانان تهران در لیک کشور
سومی جوانان تهران در المپیاد ایرانیان
مقام های کسب شده دانشگاهی (افتخارات دانشگاهی)
قهرمانی دانشگاه رازی کرمانشاه در مسابقات سراسری دانشگاههای کشور
یک بار نایب قهرمانی و دو بار سومی دانشگاه رازی کرمانشاه در مسابقات کشوری
قهرمانی دانشگاه پیام نور تهران در مسابقات سراسری دانشگاههای ایران
مقام های کسب شده (افتخارات بین المللی)
قهرمانی داشجویان جهان در مسابقات دانشجویان جهان در بلژیک2019
قهرمانی تیم ملی عراق در مسابقات غرب اسیا 2022
قرار گرفتن در جمع ده مربی برتر دنیا 2022
دو بار مقام سوم جام ازادی روسیه با تیم ملی ایران 2014-2015
تاسیس آکادمی تخصصی فوتسال شهناز یاری
تاسیس اکادمی شهناز یاری و نایب قهرمانی شاگردان و اینده سازان فوتسال در لیگ برتر نوجوانان تهران گامی بلند در مسیر بازیکن سازی و نگاه ویژه او به پیشرفت جوانان این مرز و بوم میباشد .
شعار اکادمی شهناز یاری ( بازیکن سازی هنر ماست ) ‎<This message was edited>
زندگی شخصی
وی فرزند خدامراد یاری دونده و فوتبالیستی که شغل اصلی او کارمند شرکت نفت بود که هم اکنون بازنشسته میباشد . شهناز یاری دارای یک فرزند پسر به نام شنتیا است که پس از جدایی از همسرش در سال ۱۳۹۸ حضانت فرزندش را بر عهده گرفت.
اتفاقات و حاشیه ها 
در سال 2014-2015 که شهناز یاری سرمربی تیم ملی ایران بود و تیم را برای مسابقات اسیایی اماده میکرد ، نایب رییس جدید فدراسبون الهه عرب عامری در همان شروع فعالیت ، سر ناسازگاری با شهناز یاری را اغاز کرد و کمک های اورا عوض کرد تا عرصه را بر او تنگ کند و او را مجبور به کناره گیری کرد تا تیمی را که او دو سال زحمت کشیده بود ،توسط  دیگری در کمتر از یک ماه به مسابقات اسیایی ، قهرمانی ایران شکل بگیرد و حتی عادل فردوسی پور در برنامه نود پس از قهرمانی از شهناز یاری یاد کند و بگوید در واقع این قهرمانی حاصل زحمات او بود که نا جوانمردانه کنار گذاشته شد .
  البته در ادامه همان سال مجددا شهناز یاری سر مربی تیم ملی جوانان شد.
حاشیه 
شهناز یاری در سال 2018 پس از قهرمانی با تیم نامی نو اصفهان ،بعنوان مربی تیم ملی دعوت شد که او ضمن قدردانی و تشکر ، از رفتن به اردوها امتناع کرد و دلیل ان را ، بی احترامی و عدم اعتماد به مربیان زن ایرانی عنوان کرد که  تصمیم او مورد حمایت رسانه ها در ان زمان قرار گرفت.
دلیل این اتفاق این بود که فدراسیون فوتبال دو مربی بانو رو بعنوان مربی اعلام کرده بود و یک اقا بعنوان مدیر فنی و تیم بدون سرمربی بود که همین باعث شد شهناز یاری در مصاحبه اش اعلام کند که تیمی که سرمربی ندارد مانند یک تیم بی هویت است.
در مورد تغییر نام باشگاه سپید رود به نامی نو اصفهان و داستان یک قهرمانی پرفراز و نشیب
قهرمانی که فرازونشیب های زیاد بهمراه داشت.
ابتدا با نام سپید رود در تهران و حمایت مدیر عامل سپید رود رشت شکل گرفت و از همان هفته اول مشکلات و نبودن هزینه های لازم برای تیمداری گریبان انها را گرفت و تلاشهای شهناز یاری برای بقا تیم و کمک هیات تهران باعث شد تا پنج هفته سخت و عذاب اور برای انها سپری شود و سرانجام از هفته ششم در اصفهان و با نامی نو اصفهان به میدان رفت و الارقم تمام کارشکنی ها و مشکلات ، شهناز یاری و شاگردانش جام را بالای سر بردند .
اتفاقات و هیجان 
خوشحالی و مشت شهناز یاری در برنامه زنده تلویزیونی عراق ، از موفقیت همتای ایرانیش ناظم الشریعه در تیم ملی مردان عراق که به فینال رسیده بودند ، سوژه رسانه های عربی شد 
پس از قهرمانی تیم ملی عراق در مسابقات غرب اسیا (شهناز یاری با عنوان مدرب الایرانی ). ترند فضای مجازی عراق شد و بازتاب زیادی هم در ایران داشت
ماجرای رفتن شهناز یاری از تیم ملی ایران و رفتنش به تیم ملی عراق
(شهره موسوی  ) که داستان کلاهبرداری و زندانی شدنش در تمام فضای مجزای و اخبار بر کسی پوشیده نیست :کسی که با امدنش و وعده های پوشالین بعنوان نایب رییس فدراسیون فوتبال مانع قرارداد بستن شهناز یاری روی نیمکت تیم ملی شد تا او به پیشنهاد تیم ملی عراق پاسخ مثبت بدهد و در فاصله کمتر از دو ماه به مسابقات غرب اسیا با استفاده از کادر ایرانی و یک برنامه ریزی دقیق و حساب شده از تک تک ثانیه های باقیمانده بهره برد و در ادامه با انتخاب درست چهار بازی تدارکاتی در ایران ، تیمش را از نظر بدنی و انگزیشی در بهترین شرایط  راهی مسابقات کرد .
نقطه عطف مسابقات غرب اسیا ، دوئل دو سرمربی پیشین ایران در تقابل با یکدیگر بود که یکی روی نیمکت عراق و دیگری روی نیمکت کویت بود و در این تقابل یکی باید راهی فینال میشد که بازتاب زیادی در رسانه های ایرانی داشت با عنوان دوئل مربیان ایرانی!
که البته برنده این دوئل تیم شهناز یاری بود که با یک برتری قاطع 0-12 از سد تیم شهرزاد مظفر گذشت تا به فینال مسابقات برسد .
در بازی پایانی تیم عربستان میزبان در نیمه اول با برد به رختکن رفتند اما در نیمه دوم ورق برگشت و تیم شهناز یاری فاتح قهرمانی و اولین جام را برای زنان عراق بدست اورد که کار ارزشمندی برای انها بود و مردم عراق جشن و پایکوبی براه انداختند .

## فعالیت‌های ورزشی
- بازی و مربیگری هندبال بانوان
- مربیگری تیم فوتسال بانوان صنعت کرمانشاه
- مربیگری تیم فوتسال بانوان دانشگاه رازی
- سرمربیگری تیم ملی فوتسال بانوان
- سرمربیگری تیم فوتسال بانوان سایپا[۱]